# Parisus annuliventris
Parisus annuliventris är en tvåvingeart som först beskrevs av Hesse 1938.  Parisus annuliventris ingår i släktet Parisus och familjen svävflugor.
Artens utbredningsområde är Namibia. Inga underarter finns listade i Catalogue of Life.